# Národní protidrogová centrála
Národní protidrogová centrála, zkráceně NPC, (Národní protidrogová centrála služby kriminální policie a vyšetřování Policie České republiky, zkráceně NPC SKPV PČR) je jeden z výkonných útvarů Policie České republiky s celostátní působností, který se zabývá především trestnou činností spojenou s omamnými a psychotropními látkami a jedy.

## Činnost
Dle oficiálních informací je cílem NPC především vyhledávat, odhalovat a vyšetřovat trestné činy na úseku nedovolené výroby a obchodu s omamnými a psychotropními látkami a jedy, zejména v jejích organizovaných a mezinárodních formách, rovněž se NPC podílí na přípravě a realizaci národní strategie protidrogové politiky a vytváří projekty zaměřené na vzdělávání odborné veřejnosti a na prevenci.

## Struktura
Tento celorepublikový útvar má svého ředitele, v současné době jím je vrchní rada brig. gen. Mgr. Jakub Frydrych.